# Trauermarsch Nr. 1 (Walch)
„Trauermarsch Nr. 1“ (česky Smuteční pochod č. 1) je pochodová skladba z roku 1820, kterou složil německý hudební skladatel Johann Heinrich Walch.

## Vznik skladby
Pochod složil v roce 1820 německý hudební skladatel Johann Heinrich Walch (1776–1855), dvorní skladatel vévodů v Sasko-altenburském a v Sasko-kobursko-gothajském vévodství. Skladba pravděpodobně vznikla jako pohřební pochod Karla Filipa ze Schwarzenbergu, který zemřel v saském Lipsku v roce 1820. Od toho byl znám také pod názvem „Trauermarsch des Carl Fürsten von Schwarzenberg“ (česky Smuteční pochod Karla knížete ze Schwarzenbergu). Autorství skladby bylo nesprávně přisuzováno Ludwigu van Beethovenovi, proto vystupuje v německém katalogu Beethovenových skladeb pod označením WoO Anhang číslo 13 „Trauermarsch“ – smuteční pochod pro klavír f moll.

## Užívání
Skladbu užívala také Pruská armáda, byl používán i v Ruském impériu. Ve Spojeném království byl poprvé pochod součástí státního pohřbu krále Eduarda VII. v roce 1910, který byl prvním britským králem ze Sasko-Kobursko-Gothajské dynastie. Poté byl také součástí pohřbů Jiřího V., Jiřího VI., Elizabeth Bowes-Lyon, královny matky, Prince Philipa, vévody z Edinburghu a Alžběty II. v roce 2022. Skladba je také součástí každoroční národní ceremonie vzpomínek Britských ozbrojených sil u Cenotaphu v Londýně na takzvanou neděli vzpomínek, jako součásti dne válečných veteránů. Pochod používají také armádní kapely Rakouska či Singapuru.
V Česku byl pochod 9. prosince 2023 součástí smutečního vynášení rakve Karla Schwarzenberga vojáky Hradní stráže z katedrály sv. Víta, při jeho pohřbu se státními poctami na Pražském hradě.

## Alternativní názvy skladby
Pochod je v historii znám pod celou řadou názvů.
- Trauermarsch Nr. 1
- Trauermarsch des Carl Fürsten von Schwarzenberg
- Schwarzenbergs Trauer Marsch
- Beethoven-Trauermarsch
- Beethoven Funeral March No. 1
- Smuteční pochod Beethoven
- WoO Anhang 13 „Trauermarsch“ – smuteční pochod pro klavír f moll